# タイムリミットバトル ボカーン!
『タイムリミットバトル ボカーン!』は、フジテレビ系列で2022年（令和4年）に放送されたバラエティ番組・ゲーム番組。チェアマン（メインMC）は中居正広で、アシスタント（サブMC）は平成ノブシコブシ・吉村崇。

## 概要
フジテレビ系列で放送される人気番組・新ドラマ及び新番組の出演者が一堂に会する特別番組。
フジテレビの春・秋の改編期に放送される番組対抗スペシャルとしては、『オールスター春秋の祭典スペシャル』（1967年春 - 1982年春）、『FNS番組対抗!なるほど!ザ・春秋の祭典スペシャル』（1983年春 - 1995年秋）、『FNS超テレビの祭典』（1996年）、『FNS番組対抗!春秋の祭典スペシャル』（1997年春 - 2000年秋）、『笑っていいとも!春秋の祭典スペシャル』（2001年春 - 2009年秋）、『夜の笑っていいとも!春・秋のドラマ特大号』（2010年春 - 2011年春）、『タモリ・中居のドラマチック・リビングルーム』（2011年秋 - 2012年秋）、『さんまの番組向上委員会』（2017年春）、『FNS番組対抗オールスター春秋の祭典』（2017年秋 - 2020年春）の後継番組である。
2020年春の『FNS番組対抗!オールスター春秋の祭典スペシャル』終了以来、2年ぶりのフジテレビの番組対抗スペシャルとなる。加えて、中居正広が司会の番組対抗スペシャルは、2012年秋で終了の『タモリ・中居のドラマチック・リビングルーム』以来9年半ぶり、また中居が司会でゲーム企画がメインの番組対抗スペシャルは、2011年春の『笑っていいとも!2011豪華俳優25人★人気芸人が大集合SP!』以来11年ぶりとなった。
フジテレビ系の人気番組・新番組に出演する豪華出演者たちが一堂に集結し、全4チームで競う。賞品を懸けて、10秒や20秒、60秒など超短尺で勝敗が決まる、タイムリミットゲームで競い合うゲームバラエティ。なお第3回の2022年冬は全チーム、ドラマ番組となったため、「ドラマ対抗タイムリミットバトル」として開催された。
総合演出は『VS嵐』など手がけた萬匠祐基が務めている。そのためスタジオに大がかりなセットが組まれてゲームが行われる。100本のピンに向かって、チーム全員で一斉に投球して倒したピンの本数の合計を競うボウリングゲーム「100ピンボウリング」や、チームの代表者1人が高さ5メートルのブリッジの上に立ち、チームメイトのアドバイスを受けながら2択問題に挑む「2択ブリッジ」など、大きなスケールのゲームが行われる。また、大がかりなゲームのみならず、すぐに真似ができるようなお手軽ゲーム（「トイペタワー」など）も登場。
加えて、アプリゲーム「タッチザナンバー」を番組用にカスタマイズしたゲームを番組サイトの専用ページにてプレイすることができる。
2022年秋は放送されなかったものの、同年12月26日の第3回は番組初の生放送で開催された。但し、中居は年内は活動休止を発表したため出演は見送られた（番組随所で中居のイラストは使用された）。

## 出演者

### 司会者
チェアマン
- 中居正広 - 2022冬は休養中の為、欠席。

アシスタント
- 吉村崇（平成ノブシコブシ）

サブアシスタント
- 渡邊渚（フジテレビアナウンサー）

### 出場者
- フジテレビ系人気番組・新番組の出演者（後述）

### その他の出演者
中居の代役（2022冬）
- 池田美優（みちょぱ）

ボカーンボーイズ（2022冬）
- 尾形貴弘（パンサー）
- 斉藤慎二（ジャングルポケット）
- おたけ（ジャングルポケット）
- 鈴木もぐら（空気階段）

ルール説明（2022年冬）
- 生田竜聖（フジテレビアナウンサー）

### ナレーション
- 服部伴蔵門[注 2]（第1回）
- 酒主義久（フジテレビアナウンサー、第2回）
- 立本信吾（フジテレビアナウンサー、第3回）

## 各回の放送概要

### 2022年
| 放送回 | 季節 | 番組タイトル                                 | 放送日   | 放送曜日 | 放送時間（JST） | コーナー | 参加番組・出演者 | 結果          | 優勝賞品 | 備考     |
| ------ | ---- | -------------------------------------------- | -------- | -------- | --------------- | --- | --- | ------------- | --- | -------- |
| 第1回  | 春   | 春の番組対抗タイムリミットバトル ボカーン!   | 3月28日  | 月曜日   | 19:00 - 21:00   | - 1stバトル： 100ピンボウリング - タイムリミットテーブル - 2ndバトル：ダイヤルキー解除 - 3rdバトル：早押し25 - 4thバトル：間違い探し - 5thバトル：高さ5m!2択ブリッジ - 予選最終バトル：メドレーリミット - ①風船早割り→②トイペタワー→③フリースロー - 決勝バトル： パックショット - ボカーン!最下位決定戦 | 月9ドラマ『ミステリと言う勿れ』伊藤沙莉 尾上松也 筒井道隆 ヒコロヒー                                                                                         | 2位           | 叙々苑弁当100人前                                                                                                   | [ 注 4 ] |
| 第1回  | 春   | 春の番組対抗タイムリミットバトル ボカーン!   | 3月28日  | 月曜日   | 19:00 - 21:00   | - 1stバトル： 100ピンボウリング - タイムリミットテーブル - 2ndバトル：ダイヤルキー解除 - 3rdバトル：早押し25 - 4thバトル：間違い探し - 5thバトル：高さ5m!2択ブリッジ - 予選最終バトル：メドレーリミット - ①風船早割り→②トイペタワー→③フリースロー - 決勝バトル： パックショット - ボカーン!最下位決定戦 | 月10ドラマ『恋なんて、本気でやってどうするの?』広瀬アリス 松村北斗（SixTONES） 西野七瀬 藤木直人                                                             | 3位           | 叙々苑弁当100人前                                                                                                   | [ 注 4 ] |
| 第1回  | 春   | 春の番組対抗タイムリミットバトル ボカーン!   | 3月28日  | 月曜日   | 19:00 - 21:00   | - 1stバトル： 100ピンボウリング - タイムリミットテーブル - 2ndバトル：ダイヤルキー解除 - 3rdバトル：早押し25 - 4thバトル：間違い探し - 5thバトル：高さ5m!2択ブリッジ - 予選最終バトル：メドレーリミット - ①風船早割り→②トイペタワー→③フリースロー - 決勝バトル： パックショット - ボカーン!最下位決定戦 | 木曜劇場『やんごとなき一族』土屋太鳳 松本若菜 馬場ふみか 盛山晋太郎（見取り図）                                                                              | 1位（優勝）   | 叙々苑弁当100人前                                                                                                   | [ 注 4 ] |
| 第1回  | 春   | 春の番組対抗タイムリミットバトル ボカーン!   | 3月28日  | 月曜日   | 19:00 - 21:00   | - 1stバトル： 100ピンボウリング - タイムリミットテーブル - 2ndバトル：ダイヤルキー解除 - 3rdバトル：早押し25 - 4thバトル：間違い探し - 5thバトル：高さ5m!2択ブリッジ - 予選最終バトル：メドレーリミット - ①風船早割り→②トイペタワー→③フリースロー - 決勝バトル： パックショット - ボカーン!最下位決定戦 | 『ポップUP!』佐野瑞樹（フジテレビアナウンサー） 山﨑夕貴（フジテレビアナウンサー） アンミカ 平子祐希（アルコ&ピース）                                        | 4位（最下位） | 叙々苑弁当100人前                                                                                                   | [ 注 4 ] |
| 第2回  | 夏   | 夏の番組対抗タイムリミットバトル ボカーン!   | 7月4日   | 月曜日   | 19:00 - 21:54   | - 1stバトル： 100ピンボウリング - タイムリミットテーブル（前半） - 2ndバトル：間違い探し - 3rdバトル：スマホ文字入力 - 4thバトル：ぐちゃぐちゃコード - 5thバトル：メドレーリミット - ①ピラミッド崩し→②ジェスチャー→③ドミノ - 6thバトル：9ボールドロップ - タイムリミットテーブル（後半） - 7ndバトル：○○を探せ! - 8rdバトル：ボールでON! - 9thバトル：高さ5m!2択タワー - 10thバトル：早押し25トーナメント - 予選最終バトル：メドレーリミット - ①風船早割り→②トイペタワー→③フリースロー - 決勝バトル： パックスルー - ボーナスチャレンジ： パックスルー | 月9ドラマ『競争の番人』坂口健太郎 小池栄子 大倉孝二 寺島しのぶ 加藤清史郎                                                                                    | 1位（優勝）   | - 叙々苑弁当100人前 - 銀座千疋屋「銀座プレミアムアイス」100人前（ボーナスステージ「パックスルー」をクリアした場合） | [ 注 8 ] |
| 第2回  | 夏   | 夏の番組対抗タイムリミットバトル ボカーン!   | 7月4日   | 月曜日   | 19:00 - 21:54   | - 1stバトル： 100ピンボウリング - タイムリミットテーブル（前半） - 2ndバトル：間違い探し - 3rdバトル：スマホ文字入力 - 4thバトル：ぐちゃぐちゃコード - 5thバトル：メドレーリミット - ①ピラミッド崩し→②ジェスチャー→③ドミノ - 6thバトル：9ボールドロップ - タイムリミットテーブル（後半） - 7ndバトル：○○を探せ! - 8rdバトル：ボールでON! - 9thバトル：高さ5m!2択タワー - 10thバトル：早押し25トーナメント - 予選最終バトル：メドレーリミット - ①風船早割り→②トイペタワー→③フリースロー - 決勝バトル： パックスルー - ボーナスチャレンジ： パックスルー | 木曜劇場『純愛ディソナンス』中島裕翔（Hey!Say!JUMP） 吉川愛 高橋優斗（HiHi Jets / ジャニーズJr.） 佐藤隆太                                                   | 2位           | - 叙々苑弁当100人前 - 銀座千疋屋「銀座プレミアムアイス」100人前（ボーナスステージ「パックスルー」をクリアした場合） | [ 注 8 ] |
| 第2回  | 夏   | 夏の番組対抗タイムリミットバトル ボカーン!   | 7月4日   | 月曜日   | 19:00 - 21:54   | - 1stバトル： 100ピンボウリング - タイムリミットテーブル（前半） - 2ndバトル：間違い探し - 3rdバトル：スマホ文字入力 - 4thバトル：ぐちゃぐちゃコード - 5thバトル：メドレーリミット - ①ピラミッド崩し→②ジェスチャー→③ドミノ - 6thバトル：9ボールドロップ - タイムリミットテーブル（後半） - 7ndバトル：○○を探せ! - 8rdバトル：ボールでON! - 9thバトル：高さ5m!2択タワー - 10thバトル：早押し25トーナメント - 予選最終バトル：メドレーリミット - ①風船早割り→②トイペタワー→③フリースロー - 決勝バトル： パックスルー - ボーナスチャレンジ： パックスルー | 『トークィーンズ』アンミカ 池田美優 ファーストサマーウイカ 福田麻貴（3時のヒロイン）                                                                         | 3位           | - 叙々苑弁当100人前 - 銀座千疋屋「銀座プレミアムアイス」100人前（ボーナスステージ「パックスルー」をクリアした場合） | [ 注 8 ] |
| 第2回  | 夏   | 夏の番組対抗タイムリミットバトル ボカーン!   | 7月4日   | 月曜日   | 19:00 - 21:54   | - 1stバトル： 100ピンボウリング - タイムリミットテーブル（前半） - 2ndバトル：間違い探し - 3rdバトル：スマホ文字入力 - 4thバトル：ぐちゃぐちゃコード - 5thバトル：メドレーリミット - ①ピラミッド崩し→②ジェスチャー→③ドミノ - 6thバトル：9ボールドロップ - タイムリミットテーブル（後半） - 7ndバトル：○○を探せ! - 8rdバトル：ボールでON! - 9thバトル：高さ5m!2択タワー - 10thバトル：早押し25トーナメント - 予選最終バトル：メドレーリミット - ①風船早割り→②トイペタワー→③フリースロー - 決勝バトル： パックスルー - ボーナスチャレンジ： パックスルー | 『めざましテレビ』・ 『めざましどようび』三宅正治（フジテレビアナウンサー） 生田竜聖（フジテレビアナウンサー） 井上清華（フジテレビアナウンサー） 阿部華也子 | 4位（最下位） | - 叙々苑弁当100人前 - 銀座千疋屋「銀座プレミアムアイス」100人前（ボーナスステージ「パックスルー」をクリアした場合） | [ 注 8 ] |
| 第3回  | 冬   | 冬のドラマ対抗タイムリミットバトル ボカーン! | 12月26日 | 月曜日   | 19:00 - 21:54   | ・1stバトル : 100ピンボウリング ・タイムリミットテーブル ・2ndバトル : 早押し25 ・3rdバトル : 間違い探し ・4thバトル : メドレーリミット ・①風船吹き矢 →②はしご登り →③ドミノ ・ミニバトル : スピードスマッシュ ・5thバトル : エアーラントーナメント ・6thバトル : 高さ5m!2択タワー ・予選最終バトル : メドレーリミット ①風船早割り →②トイペタワー →③高所フリースロー ・決勝バトル : 100ピンボウリング | 月9ドラマ『女神の教室』北川景子 山田裕貴 南沙良 高橋文哉 |               | | [ 注 9 ] |
| 第3回  | 冬   | 冬のドラマ対抗タイムリミットバトル ボカーン! | 12月26日 | 月曜日   | 19:00 - 21:54   | ・1stバトル : 100ピンボウリング ・タイムリミットテーブル ・2ndバトル : 早押し25 ・3rdバトル : 間違い探し ・4thバトル : メドレーリミット ・①風船吹き矢 →②はしご登り →③ドミノ ・ミニバトル : スピードスマッシュ ・5thバトル : エアーラントーナメント ・6thバトル : 高さ5m!2択タワー ・予選最終バトル : メドレーリミット ①風船早割り →②トイペタワー →③高所フリースロー ・決勝バトル : 100ピンボウリング | 月10ドラマ『罠の戦争』（関西テレビ制作）草彅剛 井川遥 杉野遥亮 水川かたまり（空気階段）                                                                      |               | | [ 注 9 ] |
| 第3回  | 冬   | 冬のドラマ対抗タイムリミットバトル ボカーン! | 12月26日 | 月曜日   | 19:00 - 21:54   | ・1stバトル : 100ピンボウリング ・タイムリミットテーブル ・2ndバトル : 早押し25 ・3rdバトル : 間違い探し ・4thバトル : メドレーリミット ・①風船吹き矢 →②はしご登り →③ドミノ ・ミニバトル : スピードスマッシュ ・5thバトル : エアーラントーナメント ・6thバトル : 高さ5m!2択タワー ・予選最終バトル : メドレーリミット ①風船早割り →②トイペタワー →③高所フリースロー ・決勝バトル : 100ピンボウリング | 水10ドラマ『スタンドUPスタート』竜星涼 吉野北人（THE RAMPAGE from EXILE TRIBE） 小手伸也 水沢林太郎                                                          |               | | [ 注 9 ] |
| 第3回  | 冬   | 冬のドラマ対抗タイムリミットバトル ボカーン! | 12月26日 | 月曜日   | 19:00 - 21:54   | ・1stバトル : 100ピンボウリング ・タイムリミットテーブル ・2ndバトル : 早押し25 ・3rdバトル : 間違い探し ・4thバトル : メドレーリミット ・①風船吹き矢 →②はしご登り →③ドミノ ・ミニバトル : スピードスマッシュ ・5thバトル : エアーラントーナメント ・6thバトル : 高さ5m!2択タワー ・予選最終バトル : メドレーリミット ①風船早割り →②トイペタワー →③高所フリースロー ・決勝バトル : 100ピンボウリング | 木曜劇場『忍者に結婚は難しい』菜々緒 鈴木伸之（劇団EXILE） 勝地涼 山本舞香                                                                                   |               | | [ 注 9 ] |

## ゲーム内容
- いずれのゲームも制限時間が設定され、時間内にクリアを目指していく。タイムオーバー・失敗でボカーン!となる。
- 4チーム対抗戦。予選バトルを行い、上位2チームが決勝戦へ進出できる。

### 100ピンボウリング
100ピン並べられたボウリングのピンを全て倒せばクリア。制限時間は30秒。クリアで30点加算される。タイムオーバーになっても、カウントダウンが0になる前にボールを投球していれば有効。なお、2球同時投球は禁止。

第3回では決勝戦でも実施。決勝は100ピン全て倒したタイムを競い、早いタイムのチームが優勝。ただし制限時間40秒以内に倒すことができなければ失敗。先攻チームがクリアできた場合は、後攻チームは先攻チームのタイム（制限時間）内クリアすれば優勝。先攻チームが失敗の場合は、後攻チームはピンを多く倒せば優勝となる。

### タイムリミット テーブル
全チーム1人ずつの出場し、4チーム直接対決。複数のゲームを実施する。チーム全員が1つの円のテーブルに座るため、1回戦終わるごとにテーブルが回転する。ここでは主にメインとして行われるゲームを挙げる。
早押し25
5×5マスにランダムに並べられた1から25の数字を順番に押していく。制限時間18秒以内に全て押すことができればクリア。クリアで10点加算される。視聴者も番組サイトの専用ページにてプレイすることができ、リアルタイムで出演者と対戦ができる。
第2回では「早押し25トーナメント」と題して1vs1の対決トーナメントとして実施された。
間違い探し
2つの画像を同時に見て間違いを探す。制限時間は33秒。1つ間違いを見つけると5点、4つ全て見つけるとボーナス30点加算される。

### 高さ5m! 2択タワー
チームの代表者の1人が高さ5mのタワーの上に立ち、2択クイズに答える（代表者以外のメンバーはタワー横の乗り場に立ち、クイズの話し合いに参加できる）。代表者はタワー上に設置されたAかBのボタンのうち正しいと思う方を押していく。制限時間は100秒（第2回までは90秒）以内に7問正解すればクリアで30点加算。3回不正解（タイムオーバーも同様）で失敗となりタワーが上昇し、代表者は5mの高さからスポンジプールに落下する。
なお第1回では「2択ブリッジ」として実施。代表者はAかBのどちらか正しい方のブリッジを選び進んでいく。失敗すると、横から巨大鉄球が代表者に向かって投げられ落下となる。

### 9ボールドロップ
第2回で実施。天井からぶら下がったボールをスイング上に投げ、散らばっているバランスボールを9つ全て落とすことができればクリア。制限時間は42秒。クリアで30点加算。

### エアーラントーナメント
第3回で実施。特設クッションコースを使用したレース。チームの代表者1名ずつ参戦し、1対1の直接対決。早くゴール地点のボタンを押した方の勝利。トーナメント方式で戦い、優勝チームは60点、準優勝チームは30点加算される。

### スピードスマッシュ
第3回で実施されたミニゲーム。全チーム参加の直接対決。代表者1人が4段に組まれた缶をアーチェリーのシャフトで狙い、先に全ての缶を倒したチームに30点加算される。

### メドレーリミット
番組中盤（第1回はなし）と予選最終ゲームとして実施。チームメンバー全員参加し、制限時間内に3つのミッションをリレー形式で繋いでいく。ミッションクリアごとに点数を加算し、次のミッションへ移る。ここでは予選最終ゲームで行われた内容を挙げる。
風船早割り
チームメンバーが1名が部屋の室内に入り、風に舞う風船50個（第3回は45個）を全て割ればクリア。10点加算される。
トイペタワー
チームメンバー2名がトイレットペーパー15個を重ねていき、静止した状態で5秒キープできればクリア（手を離してから5秒カウント）。10点加算される。
フリースロー
チームメンバー1名が挑戦し、1ゴールごとに10点加算される（足がフリースローラインを越えた投球は無効となる）。トイペタワーがクリアしてから残った制限時間いっぱい挑戦できる。

第1・2回は通常のフリースローだったが、第3回は高さ5mから投球する「高所フリースロー」にリニューアルされた。

制限時間は99秒。なおこの競技は「ポイント横取りシステム」として、稼いだ得点を挑戦前に指定したチームから横取りできる。

### パックショット
第1回の決勝ゲーム。1対1の対決。パックを回転するゴールに向かって投げ、制限時間10秒以内にゴールを決めた方の勝利。勝ち残り戦で、先に相手チームを全滅させたチームの優勝。

### パックスルー
第2回の決勝ゲーム。2チームの各2人ずつの直接対決。フィールドのセンターにあるゲートにパックを通して敵陣に入れる。制限時間は20秒。パックは両チーム合わせて5枚あり、タイムアップ時に自陣のパックの枚数が少ないチームの勝利。先に3勝したチームの優勝。なお、パックを投げる以外のメンバーはパックを投げるメンバーに渡すサポートをすることができる。

## ネット局
| 放送対象地域   | 放送局                                 | 系列                                         |
| -------------- | -------------------------------------- | -------------------------------------------- |
| 関東広域圏     | フジテレビ（CX） 番組制作局            | フジテレビ系列                               |
| 中京広域圏     | 東海テレビ（THK） 『土ドラ』制作局     | フジテレビ系列                               |
| 関西広域圏     | 関西テレビ（KTV） 『月10ドラマ』制作局 | フジテレビ系列                               |
| 北海道         | 北海道文化放送（uhb）                  | フジテレビ系列                               |
| 岩手県         | 岩手めんこいテレビ（mit）              | フジテレビ系列                               |
| 宮城県         | 仙台放送（OX）                         | フジテレビ系列                               |
| 秋田県         | 秋田テレビ（AKT）                      | フジテレビ系列                               |
| 山形県         | さくらんぼテレビ（SAY）                | フジテレビ系列                               |
| 福島県         | 福島テレビ（FTV）                      | フジテレビ系列                               |
| 新潟県         | NST新潟総合テレビ（NST）               | フジテレビ系列                               |
| 長野県         | 長野放送（NBS）                        | フジテレビ系列                               |
| 静岡県         | テレビ静岡（SUT）                      | フジテレビ系列                               |
| 富山県         | 富山テレビ（BBT）                      | フジテレビ系列                               |
| 石川県         | 石川テレビ（ITC）                      | フジテレビ系列                               |
| 福井県         | 福井テレビ（FTB）                      | フジテレビ系列                               |
| 島根県・鳥取県 | さんいん中央テレビ（TSK）              | フジテレビ系列                               |
| 岡山県・香川県 | 岡山放送（OHK）                        | フジテレビ系列                               |
| 広島県         | テレビ新広島（tss）                    | フジテレビ系列                               |
| 愛媛県         | テレビ愛媛（EBC）                      | フジテレビ系列                               |
| 高知県         | 高知さんさんテレビ（KSS）              | フジテレビ系列                               |
| 福岡県         | テレビ西日本（TNC）                    | フジテレビ系列                               |
| 佐賀県         | サガテレビ（STS）                      | フジテレビ系列                               |
| 長崎県         | テレビ長崎（KTN）                      | フジテレビ系列                               |
| 熊本県         | テレビくまもと（TKU）                  | フジテレビ系列                               |
| 宮崎県         | テレビ宮崎（UMK）                      | フジテレビ系列 日本テレビ系列 テレビ朝日系列 |
| 鹿児島県       | 鹿児島テレビ（KTS）                    | フジテレビ系列                               |
| 沖縄県         | 沖縄テレビ（OTV）                      | フジテレビ系列                               |

- 番組末尾の6分間はローカルセールス枠のため、一部系列局（東海テレビ、関西テレビも含む）ではフジテレビの放送終了6分前に飛び降りとなっていた。

## スタッフ
- 構成：町田裕章、ビル坂恵（ビル→第2回-）
- TP：斉藤伸介（フジテレビ、第2回まではTP/TD/SW）
- TD：馬塲義土、長田崇（共にフジテレビ、第3回）
- SW：真野昇太、勝村信之、今井健一（共に第3回）
- カメラ：三村純一（フジテレビ、第1,3回）、高瀬和彦（フジテレビ、第3回）
- VE：杉本雄亮（フジテレビ）、松田和樹、松本賢二（松田・松本→第3回）
- 音声：元山拓巳、大城卓也（大城→第3回）
- PA：小泉沙貴（第3回）
- 照明：萩原勝大、桂明宏（桂→第3回）
- スロー：平岩沙織（第3回）
- ドローン：山本大介（第3回）
- アプリ：上田容一郎（フジテレビ、第1,2回はコンテンツ開発）、一戸悟史、長島永治、早津隆志（共に第3回）
- 美術プロデューサー：三竹寛典（フジテレビ）
- デザイン：永井達也（フジテレビ）
- アートコーディネーター：中村秀美
- 大道具：三田部義広
- 装飾：乾川太志
- アクリル装飾：堀内重彰
- 生花装置：荒川直史
- 特殊装置：山崎峰生
- 電飾：栗田宏太
- 視覚効果：仁井田真希
- アートフレーム：井滝健治（第3回）
- マルチ：西脇正則
- 操演：秋山メカステージ（第1,3回）
- CG：八十嶋典子、髙橋康之
- Viz：草崎祐一郎、三橋麻美（共に第3回）
- 編集：渕真悟（第3回）
- MA：阿部雄太
- 音響効果：星裕介（Move On）
- TK：槇加奈子、星美香（TBG）、松下絵里（星・松下→第3回）
- 協力：BEE BRAIN、フジアール、fmt、共同テレビジョン、ニューテレス、サンフォニックス、共立、田中電設、ピークエアビジョン、クイズ社、BE Happy、IMAGICA、MULTI BACKS、Move on★（BEE・フジ・ピーク・クイズ・BE→第3回、fmt～田中・IMA・Move・サンフォ以外→第1,2回は技術協力、サンフォ→第2回は技術協力）
- 広報：藏内彩季子（フジテレビ）
- 営業：髙田優（フジテレビ、第3回）
- フォーラム中継：大平智恵、松清弘卓、浅尾和寿、高木靖也、井上直樹（共に第3回）
- FD：古庄優香（フジテレビ、第3回、第2回はAD）
- AD：陳庭婷（第3回）
- デスク：藤田ゆきの（第3回）
- 制作進行：津野若菜
- AP：藤田冴子（第3回、第1,2回はデスク）
- ディレクター：唐雅則（スマイルオン）、中内竜也、鷹見睦（ザ・スピングラス）、黒田源治（エスエスシステム）、間島陸（フジテレビ）、木村剛（フジテレビ、第3回）
- プロデューサー：安部公代、金佐智絵（ザ・スピングラス）、五十嵐久也（五十嵐→第3回）
- チーフプロデューサー：池田拓也（フジテレビ）
- 総合演出：萬匠祐基（フジテレビ）
- 制作：フジテレビ編成制作局制作センター第二制作室
- 制作著作：フジテレビ

### 過去のスタッフ
- カメラ：向山優士（第2回）
- 編集：田郡章裕、岩田明大、小谷田早彩（共に第1,2回）
- アートフレーム：石井智之（第1,2回）
- 持道具：土屋洋子（第1回）
- 衣装：宮澤愛（第1回）
- メイク：山内勝博、山田かつら（共に第1,2回）
- スタイリスト：大村淳子（第1,2回）
- 技術協力：明光セレクト（第1,2回）
- コンテンツ開発：若狭正生（フジテレビ、第1,2回）
- データ放送：高島裕司（フジテレビ、第1,2回）
- 編成：南條祐紀（フジテレビ、第1回）
- 営業：加藤亜利沙（フジテレビ、第1回）、寺山優（フジテレビ、第2回）
- AD：内田葵、馬庭美紗（共に第1回）
- AP：岡田怜子（第1,2回）、小山莉奈（第2回）
- ディレクター：宮川直樹（フジテレビ、第2回）
- 制作協力：ザ・スピングラス（第2回）